# Kris Boyd
Kris Boyd (Irvine, 18 de agosto de 1983) é um futebolista escocês que atua como atacante. Atualmente, defende o Kilmarnock.
É o maior artilheiro da história da Premier League Escocesa.

## Carreira
Foi revelado pelo Kilmarnock, clube onde passou sete anos. Em 1999 realizou sua primeira partida como profissional. Apesar do bom número de gols, só foi tornar-se nacionalmente conhecido após transferir-se para o Rangers, em 2006.
Na equipe de Glasgow, logo justificou a sua contratação: foi artilheiro do campeonato escocês em sua primeira temporada no Gers, com 32 gols marcados. Na temporada seguinte, foi novamente o goleador do torneio, desta vez com 20 tentos. Porém, só foi conquistar o título em 2008/09, em uma temporada perfeita: além de ter sido mais uma vez artilheiro, levantou com o Rangers também a Copa da Escócia. Em 2009/10, veio novamente a artilharia e dois troféus na temporada, desta vez com a Scottish Premier League e a Copa da Liga Escocesa.
Em 2010, após se tornar o maior artilheiro da história da primeira divisão escocesa, foi contratado pelo Middlesbrough.
Em 2012 foi contratado pelo Portland Timbers.
Em 2013, voltou ao clube que o revelou, o Kilmarnock, da Escócia.

### Seleção Escocesa
Pelo Rangers recebeu sua primeira convocação para a Seleção Escocesa, em 2006. Apesar de números promissores pelo selecionado, anunciou em outubro de 2008, após uma desavença com o técnico, George Burley, que não atuará mais pela Escócia enquanto este for o treinador. No entanto, com a chegada de Craig Levein ao comando da Seleção, revelou que voltaria.